# Platystele umbellata
Platystele umbellata är en orkidéart som beskrevs av Pedro Ortiz Valdivieso. Platystele umbellata ingår i släktet Platystele och familjen orkidéer. Inga underarter finns listade i Catalogue of Life.